# 塚原美村
塚原 美村（つかはら よしむら、1916年2月4日-　2009年）は、歴史家、小説家。

## 生涯
山梨県生まれ。東京府立第七中学校（現東京都立墨田川高等学校）卒、日本大学卒。山梨県立甲府第一高等学校教諭。
京都の部落問題研究所に所属。下層の人間の歴史を研究した。『金印惑伝』では漢委奴国王印の金印を江戸時代の製作と主張した。

## 著書
- 『未解放部落』雄山閣出版 1967
- 『行商人の生活』雄山閣出版 生活史叢書 1970
- 『金銀細工師の生活』雄山閣出版 生活史叢書 1973
- 『半俘虜』甲陽書房 1989
- 『金印惑伝 長篇小説』創樹社 1996

## 注
1. ↑  http://navi.lib.pref.yamanashi.jp/country/files/ta2.pdf
2. ↑  『未解放部落』著者紹介